# Internationales Heiligtum
Die Verleihung des Titels Internationales Heiligtum (sanctuarium internationale) ist dem Papst vorbehalten.

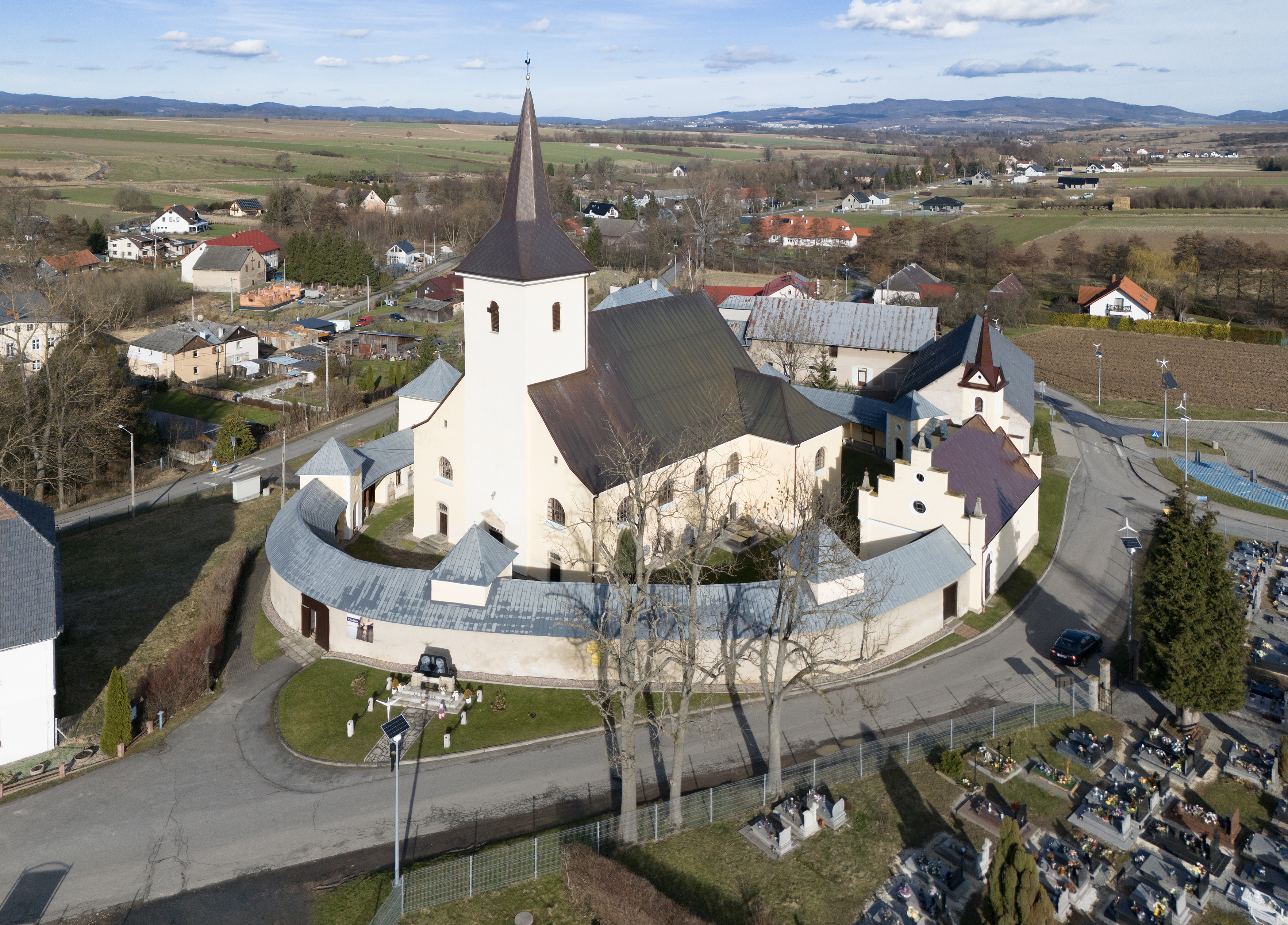
Altwilmsdorfer Kirche zum Internationalen Heiligtum der Gottesmutter der Schmerzen in Stary Wielisław (Niederschlesien, Polen)

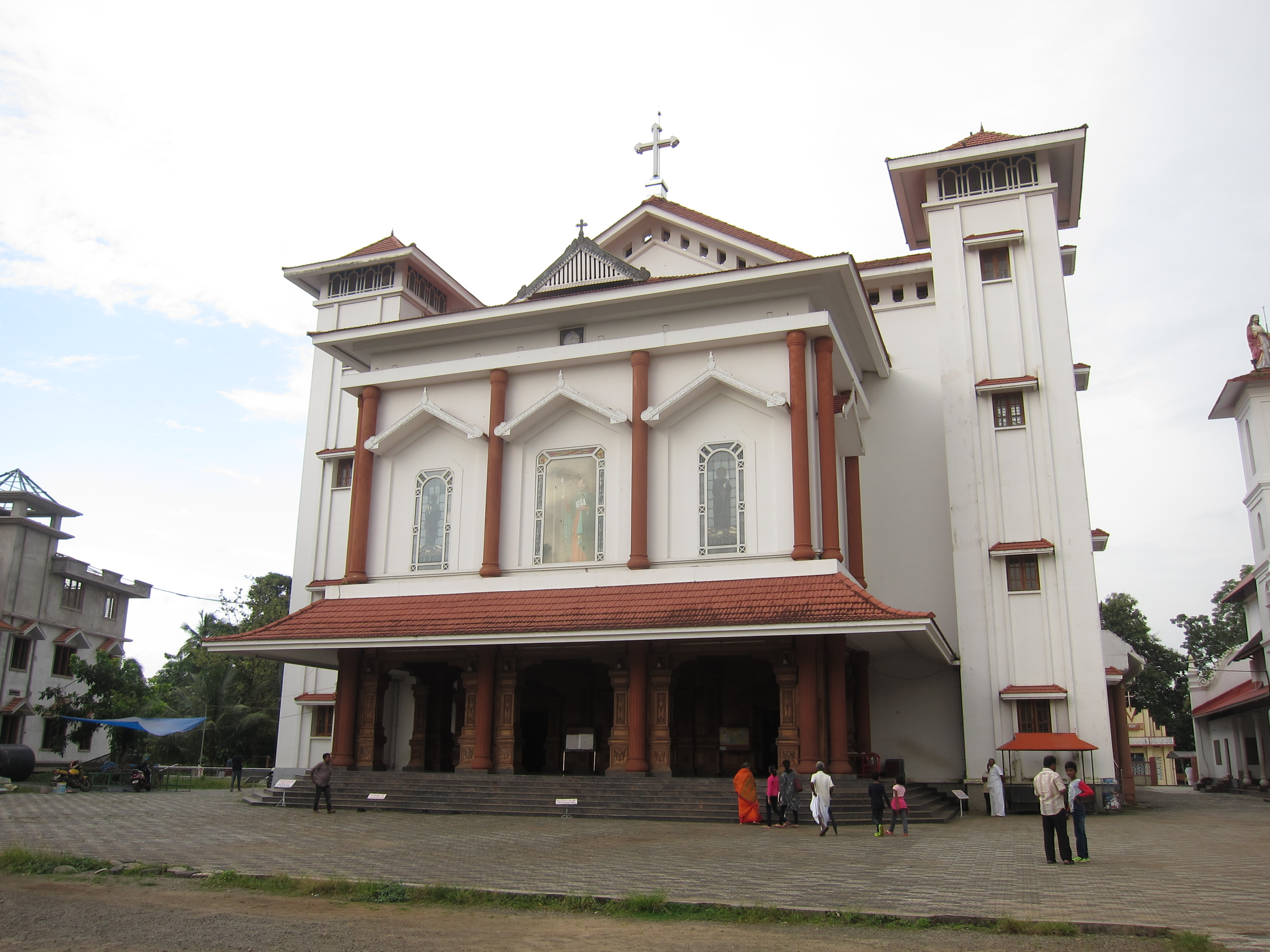
Kirche St. Thomas in Malayattur (Kerala, Indien)

Derzeit (2018) sind weltweit acht internationale Heiligtümer deklariert:
- Basilika des Heiligen Antonius in Padua (Venetien, Italien)
- Basilika vom Heiligen Haus in Loreto (Marken, Italien)
- Basilika der Heiligsten Dreifaltigkeit in Fátima (Portugal)
- Heiligtum der Göttlichen Barmherzigkeit in Krakau (Woiwodschaft Kleinpolen, Polen)
- Kloster Trebnitz (Niederschlesien, Polen)
- Altwilmsdorfer Kirche zum Internationalen Heiligtum der Gottesmutter der Schmerzen in Stary Wielisław (Niederschlesien, Polen)
- Basilika Mariä Himmelfahrt in Aglona (Lettland)
- Kirche St. Thomas in Malayattur (Kerala, Indien)